# Leif, le découvreur
Leif, le découvreur (en anglais : Leif, the Discoverer) est une sculpture en bronze d'Anne Whitney datant de 1887 qui représente Leif Erikson.
Elle est située à Milwaukee dans le Juneau Park.

## Description
Mesurant 2,40 m de hauteur, la sculpture est en bronze et le socle en grès rouge. Leif Ericson ombrage ses yeux afin de mesurer la distance. À l'inverse de certaines autres de ses représentations, il est jeune et rasé. Il porte un blason et une ceinture cloutée. En dessous, il porte une tunique et des jambières avec des sandales en cuir. Sur son épaule est une corne à poudre et sur ses côtés il tient un couteau dans une gaine. Sur la base du grès, une inscription dit : « Leif, the discoverer/ son of Erik/ who sailed from Iceland/ and landed on this continent/ A.D. 1000 ». En lettres runiques, on peut lire aussi : « Leif, fils d'Erik le Rouge ».

## Histoire
La statue originale se situe sur Commonwealth Avenue à Boston. En novembre 1887, la réplique de Milwaukee est érigée mais, à la demande de sa donatrice, Mme Joseph Gilbert, il n'y a pas de cérémonie accompagnant cette érection.
Le 26 avril 2003, les Sons of Norway (en) Fosselyngen Lodge tiennent une cérémonie pour célébrer l'ajout récent de l'éclairage à la statue et une restauration (des fissures, l'érosion et la détérioration du calfeutrage dans le piédestal avait montré des instabilités de la structure). Le prix des travaux s'est alors élevé à 3 800 $. Les fonds de ce financement ont été recueillis par leur représentante Duane Olson, efforts joints des Sons of Norway Fosselyngen Lodge, du comté de Milwaukee et de la ville de Milwaukee.